# Felsőszenterzsébet
Felsőszenterzsébet község Zala vármegyében, a Lenti járásban; a megye egyik legkisebb települése.

## Fekvése
Felsőszenterzsébet a Kerka és Lendva között fekvő dombságon található. Közúton Kerkakutas irányából érhető el, a 7416-os útból kiágazó 74 133-as úton, Alsószenterzsébet érintésével. A településre hétköznap két busz tér be Csesztreg, illetve Lenti felől. Hétvégén nincs tömegközlekedési összeköttetése.

## Története
A kis falut 1334-ben említik először Scentelsebethként, 1375-ben Zenthelsebeth 1501-ben Felsewzenthersebeth. Nevében egykori temploma védőszentjének, Szent Erzsébetnek neve búvik meg.
A középkorban több, környékbeli településhez hasonlóan alsólendvai Bánffy birtok volt. 1334-ben Csesztreggel és Kerkakutassal együtt, mint Miklós mester ősi és hagyományos birtokát említik. 1429-ben Széchy János szerezte meg, amikor is Zsigmond király ezt a birtokot, más területekkel együtt neki ajándékozza. Bár a Bánffyak többször kísérletet tettek visszaszerzésére, az a Széchyeké maradt. A már a török megszállás elején jobbágyközségként számon tartott falut a török feldúlja a falu elpusztásodott. 1572-ben a birtokot császári parancsra megosztották Széchy Margit és lányai között. 1583-ban két úrnőt, Salm Anna hajadont és Magdolnát (Poppel László felesége) iktatták birtokba. 1591-ben ismét a Széchy család férfi ága szerzi meg. Széchy Tamás, a földesúr azonban 1609-ben arra kényszerül, hogy Bánffy Kristóftól kölcsönt kérjen, Szent Ersbethet ezért zálogba adta. A török időkben nemcsak a törökök dúlták fel, hanem magyar katonák is sok kárt okoztak. 1650-ben Batthyány Ádám jelentett Zrínyi Miklós főkapitánynak, hogy a „szentpéteri katonák rajtaütöttek a faluban levő malmára s onnan öt köböl búzát vittek el”.
1621-ben Bánffy Kristóf levelet küldött a szécsiszigeti várba és arról tudósította a kapitányt, hogy a Zrínyiekkel együtt a török ellen induló hadak gyülekező helye Felső Szent Erzsébet. "Szent Erzsébeth villa" a szécsiszigeti vár és uradalom része, judicatus, gróf Széchy Péter birtoka. Két kétkerekű malom és makkos erdő tartozott hozzá.
A törökök kiűzése után 1690-ben előbb gróf Kéry Ferencé lett, majd a fiscus birtokolta. Ekkor hat népes jobbágycsalád és egy zsellér lakta. Kevés az igás állat, ezért gyakori, hogy az ökör mellé tehenet fognak az eke elé. Feljegyzik a korabeli dikálisban, hogy ebben az időben a töröknek is adóznak. A török földesúr Aggo Czihajo, akinek évi 8 forintot, a szultánnak pedig évi 3 forintot adtak. Ezenkívül természetbeni szolgáltatásokkal és fuvarozással adóztak. Kéry Ferenc és neje, Szécsi Margit a birtokot a szécsiszigeti javakkal együtt örökjogon eladta Szapáry Péternek 10 ezer forintért. Egy időre mégis a kincstáré lesz, 1712 után előbb a Széchenyiek, végül Szapáry Pál gróf szerezte meg. A betelepítést kedvezmények adásával, a szolgáltatások elengedésével segítették elő.
A földek gyenge minőségűek voltak, ezért a rossz talaj adottságok miatt a területnek csak egyik felét vetették be, a másikat pihentetni kellett. A földet egy nyomásban művelték, négy igavonóval és háromszori szántással. Gabonát – főleg rozst és kevés zabot termeltek – a szűkösség miatt nem adtak el. Dohányt és kukoricát nem vetettek, kendert és lent csak szükség szerint. A rétek mélyen fekvők, a Kerka minden évben elöntötte, ezért a széna silány minőségű volt. A szőlőhegy terméketlen. Tűzi- és épületfájuk van elég, deszkának és edénynek való elegendő, zsindelynek és más faeszköznek való nincs. Ahol az uradalom nem legeltet, ott lehet makkoltatással a sertéseket feljavítani. Gyümölcsös nincs. Halas víz sincs. Mária Terézia úrbéri erdőt adományozott az itt élőknek. Határában fontos malom működött.
A falu lélekszáma a 19. század utolsó éveiben volt a legmagasabb, a történelem változásai azonban folyamatosan csökkentették azt. A népesség fogyása tehát nem az utóbbi évtizedek jelensége. A közeli nagyobb települések jobb munkalehetőséget adtak, mint a helyi földművelés. Ráadásul a trianoni békeszerződés nyomán kialakult határok, a rossz magyar – jugoszláv viszony miatt sem a két világháború között, sem az ezerkilencszászötvenes-ezerkilencszászhatvanas években nem lehetett itt fejleszteni.
Az ingázók hamarosan el is költöztek. Előbb Ramocsa volt tanácsának székhelye, majd 1960 után, 1990-ig Csesztreg Községi Tanács társközsége volt, attól fogva Alsószenterzsébet, Kerkafalva, Kerkakutas, Magyarföld, Ramocsa községekkel körjegyzőséget alkot, melynek székhelye Csesztregen található. Az orvosi ellátást, az oktatási és nevelési feladatok ellátását Csesztreg oldja meg. Mára Zala vármegye második legkisebb településévé vált, Iborfia után.

## Közélete

### Polgármesterei
- 1990–1994: Józsa Gyula (független)[3]
- 1994–1998: Józsa Gyula (független)[4]
- 1998–2002: Józsa Gyula (független)[5]
- 2002–2006: Józsa Gyula (független)[6]
- 2006–2010: Józsa Gyula (független)[7]
- 2010–2014: Kálmán Elek (független)[8]
- 2014–2019: Kálmán Elek (független)[9]
- 2019–2024: Kálmán Elek (független)[10]
- 2024– : Kálmán Elek (független)[1]

## Népesség
A település népességének változása:
| Lakosok száma | 17   | 17   | 16   | 15   | 16   | 15   | 16   |
|               | 2013 | 2014 | 2015 | 2021 | 2022 | 2023 | 2024 |

2022-ben a lakosság 87,5%-a vallotta magát magyarnak, 12,5% németnek, 6,3% szlovénnek, 12,5% egyéb, nem hazai nemzetiségűnek (a kettős identitások miatt a végösszeg nagyobb lehet 100%-nál). Vallásuk szerint 25% volt római katolikus, 18,8% református, 6,3% evangélikus, 6,3% egyéb keresztény, 6,3% felekezeten kívüli (37,5% nem válaszolt).

## Nevezetességei
A sokáig csak nehezen, földúton is megközelíthető település eredetileg szeres beépülésű volt. Az építkezések anyaga fa volt, a néprajzilag értékesebb épületek, tárgyak egy része ma a Göcseji Falumúzeumban látható. A jellegzetes házhoz a tisztaszoba mellett hozzátartozott a kamra és a füstös konyha is, melyek a pitvarról voltak megközelíthetőek. A legősibb házakból még a szoba is hiányzott, s csupán kétosztatúak (füstöskonyha, kamra) voltak.
A Göcseji Falumúzeumba telepítették át egy boronaházát, amit a XVIII. században füstösháznak építettek. A Szentendrei Szabadtéri Néprajzi Múzeum nyugat-dunántúli tájegységének ékessége pedig az innen áttelepített, XVIII. század végén épült négyoszlopos, talpas-vázas boronaszerkezetű harangláb. A falu mai haranglábja deszkafalú, rétegelt-ragasztott faszerkezetű. Anyagában hasonló, de szépségében, tömegkialakításában elmarad évszázados elődjétől.
A századforduló idején kezdődő téglaépítés emlékét néhány szép, zárt verandájú épület őrzi. A falu határában szerves építészet ihlette, kör alaprajzú, kiterjesztett szárnyú madarat formázó épület készült, melynek szomszédságában áll a Ramocsáról idehozott régi harangláb.